# Народный артист Армянской ССР
Народный артист Армянской ССР (арм. Հայկական ԽՍՀ ժողովրդական արտիստ) — почётное звание, установлено 23 октября 1931 года. Присваивалось Президиумом Верховного Совета Армянской ССР выдающимся деятелям искусства, особо отличившимся в деле развития театра, музыки и кино.
Присваивалось, как правило, не ранее чем через пять лет после присвоения почётного звания « Заслуженный артист Армянской ССР» или «Заслуженный деятель искусств Армянской ССР». Следующей степенью признания было присвоение звания «Народный артист СССР».
Впервые награждение состоялось в 1926 году — обладателем этого звания стал Спендиаров, Александр Афанасьевич — композитор и дирижёр. Последним награждённым в 1990 году стал Параджанов, Сергей Иосифович — кинорежиссёр.
С распадом Советского Союза в Армении звание «Народный артист Армянской ССР» было заменено званием «Народный артист Армении», при этом за званием сохранились права и обязанности, предусмотренные законодательством бывших СССР и Армянской ССР о наградах.